# Harmony Township (Condado de Susquehanna)
Harmony Township é uma cidade no Condado de Susquehanna, no estado da Pensilvânia, nos Estados Unidos. De acordo com o censo de 2000, a população da cidade é de 558 habitantes.

## Geografia
De acordo com o United States Census Bureau, o município possui uma área total de 31,6 km², dos quais, 31,4 km² é composto por terra e 0,2 km² por água.

## História
A história da cidade está fortemente ligada aos Santos dos Últimos Dias e à História de A Igreja de Jesus Cristo dos Santos dos Últimos Dias. 
Os Santos dos Últimos Dias acreditam que Joseph Smith Jr. e Oliver Cowdery foram visitados por um anjo em Harmony Township em 1829, onde ele restaurou as chaves do Sacerdócio Aarônico. Joseph e Oliver posteriormente batizaram um ao outro no rio Susquehanna. Joseph residiu na região por um curto período, onde se casou com Emma Smith, nascida na cidade. 

## Demografia
A partir do censo de 2000, havia 558 pessoas, 206 famílias e 152 famílias que residem no município. A densidade populacional foi de 17,8 pessoas por quilômetro quadrado. Foram 341 unidades habitacionais em uma densidade média de 4,2 km². A composição étnica do município foi de 98,92% brancos , 0,90% asiáticos e 0,18% das ilhas do Pacífico. Hispânicos ou latinos de qualquer raça foram 1,97% da população.